# Dani Raba
Daniel ("Dani") Raba Antolín (Santander, 29 oktober 1995) is een Spaans voetballer die doorgaans speelt als vleugelspeler. In juli 2025 verruilde hij Leganés voor Valencia.

## Clubcarrière
Raba speelde in de jeugd van Calasanz en Bansander, voor hij in 2014 op negentienjarige leeftijd bij Villarreal terechtkwam. Hier speelde hij eerst bij het derde en tweede elftal, voor hij zich in het seizoen 2017/18 mocht melden bij het eerste team. Zijn competitiedebuut maakte hij op 5 november 2017, toen met 2–0 werd gewonnen van Málaga door twee treffers van Nicola Sansone. Raba mocht acht minuten voor het einde van de wedstrijd invallen voor Carlos Bacca. Diezelfde maand, op 23 november, maakte hij in de Europa League tegen Astana zijn eerste doelpunt voor Villarreal. Hij maakte gelijk nadat Junior Kabananga voor Astana had gescoord. De Spanjaarden breidden de voorsprong uit door twee treffers van Cédric Bakambu, waarna Patrick Twumasi nog iets terugdeed: 2–3.
In de zomer van 2019 werd hij voor een seizoen verhuurd aan Huesca. Na zijn terugkeer bij Villarreal won hij met die club de UEFA Europa League in het seizoen 2020/21. In februari 2022 nam Granada de vleugelspeler over. In de zomer van dat jaar verkaste hij transfervrij naar Leganés. Aan het einde van het seizoen 2023/24 promoveerde Leganés als kampioen van de Segunda División naar het hoogste niveau. Hierop werd de verbintenis van Raba met een seizoen verlengd tot medio 2025. Voordat dit contract afliep tekende Raba een voorcontract bij Valencia voor twee seizoenen, ingaande per 1 juli 2025.

## Clubstatistieken
| Seizoen | Club       | Competitie       | Competitie | Competitie | Beker | Beker | Internationaal | Internationaal | Totaal | Totaal |
| Seizoen | Club       | Competitie       | Wed.       | Dlp.       | Wed.  | Dlp.  | Wed.           | Dlp.           | Wed.   | Dlp.   |
| ------- | ---------- | ---------------- | ---------- | ---------- | ----- | ----- | -------------- | -------------- | ------ | ------ |
| 2017/18 | Villarreal | Primera División | 21         | 2          | 4     | 1     | 4              | 1              | 29     | 4      |
| 2018/19 | Villarreal | Primera División | 8          | 0          | 4     | 1     | 5              | 1              | 17     | 2      |
| 2019/20 | → Huesca   | Segunda División | 23         | 4          | 1     | 1     | —              | —              | 24     | 5      |
| 2020/21 | Villarreal | Primera División | 5          | 0          | 4     | 1     | 2              | 0              | 11     | 1      |
| 2021/22 | Villarreal | Primera División | 7          | 0          | 3     | 1     | 2              | 0              | 12     | 1      |
| 2021/22 | Granada    | Primera División | 2          | 0          | 0     | 0     | —              | —              | 2      | 0      |
| 2022/23 | Leganés    | Segunda División | 31         | 4          | 1     | 0     | —              | —              | 32     | 4      |
| 2023/24 | Leganés    | Segunda División | 34         | 8          | 0     | 0     | —              | —              | 34     | 8      |
| 2024/25 | Leganés    | Primera División | 29         | 8          | 4     | 1     | —              | —              | 33     | 9      |
| 2025/26 | Valencia   | Primera División | 0          | 0          | 0     | 0     | —              | —              | 0      | 0      |
| Totaal  | Totaal     | Totaal           | 160        | 26         | 21    | 6     | 13             | 2              | 194    | 34     |

Bijgewerkt op 3 juli 2025.

## Erelijst
| Competitie         |        |         |        |        |
| Competitie         | Aantal | Jaren   |        |        |
| Huesca             | Huesca | Huesca  | Huesca | Huesca |
| ------------------ | ------ | ------- | ------ | ------ |
| Segunda División   | 1      | 2019/20 |        |        |
| Villarreal         |        |         |        |        |
| UEFA Europa League | 1      | 2020/21 |        |        |
| Leganés            |        |         |        |        |
| Segunda División   | 1      | 2023/24 |        |        |